# Étienne Fumars
Étienne Fumars (22. oktober 1743 nær Marseille – 30. november 1806 i København) var en fransk digter og professor ved Kiels og Københavns Universitet.
Han blev født i en flække i nærheden af Marseille den 22. oktober 1743. Efter at have studeret hos oratoriefædrene i Paris sluttede han venskab med en kreds digtere (Imbert, Dorat, Lemierre og flere) og blev indført i den berømte Marquise du Deffands litterære salon. Han blev lærer i generalløjtnant, grev de Graves hus og senere hos Marquis de Vérac. Da denne blev udnævnt til gesandt i København, fulgte Fumars med. 
I 1778 blev han professor extraordinarius i Kiel og i 1783 i København. Han ægtede en datter af den reformerte præst P.P. Eyraud, Marie Henriette (død 1816). Som fransk digter var han bange for at lære fremmede sprog og lærte da heller ikke dansk. Han døde pludselig på gaden 30. november 1806 i København, hvor han synes at have haft mange venner, da der i en kort tid tegnede sig 500 subskribenter på hans digte, som man besluttede at samle. 1807 udkom i Paris Fables et poésies diverses par Fumars. Samlingen begynder med en "Notice historique sur Fumars". Hans datter blev gift med J.V. Neergaard.